# Porsche Tennis Grand Prix 1989
Porsche Tennis Grand Prix 1989 — жіночий тенісний турнір, що проходив на закритих кортах з килимовим покриттям Filderstadt Tennis Centre у Фільдерштадті (Західна Німеччина). Належав до турнірів 4-ї категорії в рамках Туру WTA 1989. Відбувсь удванадцяте і тривав з 9 жовтня до 15 жовтня 1989 року. Перша сіяна Габріела Сабатіні здобула титул в одиночному розряді.

## Фінальна частина

### Одиночний розряд
Габріела Сабатіні —  Мері Джо Фернандес 7–6(7–5), 6–4
- Для Сабатіні це був 4-й титул в одиночному розряді за сезон і 13-й — за кар'єру.

### Парний розряд
Джиджі Фернандес /  Робін Вайт —  Раффаелла Реджі /  Елна Рейнах 6–4, 7–6(6–2)

## Розподіл призових грошей
| Дисципліна       | П       | F       | ПФ      | ЧФ     | 1/8    | 1/16   |
| Одиночний розряд | $50,000 | $22,500 | $11,250 | $5,650 | $2,850 | $1,475 |